# Кубок Швейцарії з футболу 1941—1942
17-й розіграш Кубка Швейцарії, що проводився з 24 серпня 1941 по 25 травня 1942 року. Переможцем став клуб «Грассгоппер».

## 3-й кваліфікаційний раунд
| Команда 1           | Рахунок   | Команда 2             |
| ------------------- | --------- | --------------------- |
| 07.12.1941, 14:30   |           |                       |
| Беллінцона          | 2:3       | Цуг                   |
| Блю Старз Цюрих     | 1:3       | Баден                 |
| Фрібур              | 2:0       | Аарау                 |
| Ельветія Берн       | 0:3       | Берн                  |
| Кляйнгюнінген       | 4:1       | Конкордія Базель      |
| Кройцлінген         | 0:2       | Брюль Санкт-Галлен    |
| Локарно             | 1:0       | Альтштеттен Цюріх     |
| Меллі               | 3:2       | СА Женева             |
| Монте               | 1:3       | Веве                  |
| Фенікс Вінтертур    | 1:2       | Тесс                  |
| Ред Стар Цюрих      | 1:0       | Ювентус Цюрих         |
| Зеєбах              | 2:1       | К'яссо                |
| Золотурн            | 3:0       | Грюнстерн Апзах       |
| Стад Лозанна        | 1:3       | Конкордія Івердон     |
| Уранія Женева Спорт | 2:1       | Інтарнесіональ Женева |
| Біршвельден         | 2:2 (д.ч) | Базель                |
| Дерендінгер         | 1:1 (д.ч) | Аврора Б'єнн          |
| Б'єнн-Бужан         | 1:1 (д.ч) | Етуаль-Спортінг       |

### Перегравання
| Команда 1         | Рахунок   | Команда 2   |
| ----------------- | --------- | ----------- |
| 14.12.1941, 14:30 |           |             |
| Аврора Б'єнн      | 1:0       | Дерендінгер |
| Базель            | 1:0       | Біршвельден |
| Етуаль-Спортінг   | 1:1 (д.ч) | Б'єнн-Бужан |

## 1/16 фіналу
| Команда 1           | Рахунок   | Команда 2           |
| ------------------- | --------- | ------------------- |
| 21.12.1941, 14:30   |           |                     |
| Баден               | 0:2       | Цуг                 |
| Базель              | 3:0       | Янг Бойз            |
| Берн                | 0:6       | Гренхен             |
| Біль-Б'єнн          | 3:1       | Аврора Біль-Б'єнн   |
| Кантональ Невшатель | 6:0       | Конкордія Івердон   |
| Грассгоппер Цюрих   | 5:0       | Брюль Санкт-Галлен  |
| Кляйнгюнінген       | 1:3       | Люцерн              |
| Ла Шо-де-Фон        | 3:1 (д.ч) | Б'єнн-Бужан         |
| Лозанна             | 7:2       | Меллі               |
| Лугано              | 6:1       | Локарно             |
| Золотурн            | 1:0       | Нордштерн Базель    |
| Тесс                | 1:2       | Санкт-Галлен        |
| Веве                | 1:0       | Уранія Женева Спорт |
| Янг Фелловз Цюрих   | 4:0       | Зеєбах              |
| Цюрих               | 7:1       | Ред Стар Цюрих      |
| Фрібур              | 1:1 (д.ч) | Серветт             |

### Перегравання
| Команда 1         | Рахунок   | Команда 2 |
| ----------------- | --------- | --------- |
| 18.01.1942, 14:30 |           |           |
| Серветт           | 5:4 (д.ч) | Фрібур    |

## 1/8 фіналу
| Команда 1         | Рахунок | Команда 2           |
| ----------------- | ------- | ------------------- |
| 22.02.1942, 14:30 |         |                     |
| Лугано            | 5:1     | Цуг                 |
| Серветт Женева    | 1:2     | Лозанна             |
| Веве              | 1:3     | Кантональ Невшатель |
| 15.03.1942, 14:30 |         |                     |
| Базель            | 6:1     | Золотурн            |
| Грассгоппер       | 5:0     | Біль-Б'єнн          |
| Гренхен           | 1:0     | Янг Фелловз Цюрих   |
| Люцерн            | 5:0     | Ла Шо-де-Фон        |
| Цюрих             | 4:3     | Санкт-Галлен        |

## Чвертьфінали
| Команда 1           | Рахунок   | Команда 2   |
| ------------------- | --------- | ----------- |
| 22.03.1942, 14:30   |           |             |
| Базель              | 1:1 (д.ч) | Лугано      |
| Кантональ Невшатель | 0:6       | Лозанна     |
| Люцерн              | 0:2       | Грассгоппер |
| Цюрих               | 2:3       | Гренхен     |

## Півфінали
| Команда 1         | Рахунок   | Команда 2 |
| ----------------- | --------- | --------- |
| 29.03.1942, 14:30 |           |           |
| Грассгоппер       | 2:1       | Лозанна   |
| Базель            | 0:0 (д.ч) | Гренхен   |

### Перегравання
| Команда 1         | Рахунок | Команда 2 |
| ----------------- | ------- | --------- |
| 04.04.1942, 14:30 |         |           |
| Гренхен           | 0:2     | Базель    |

## Фінал
Фінальний матч був зіграний 6 квітня 1942 на стадіоні Ванкдорф у Берні. Перегравання — 25 травня там само.
| Команда 1                      | Рахунок | Команда 2 |
| ------------------------------ | ------- | --------- |
| 6.04.1942, 15:00               |         |           |
| Грассгоппер                    | 0:0     | Базель    |
| перегравання 25.05.1942, 15:00 |         |           |
| Грассгоппер                    | 3:2     | Базель    |